# Hogna crispipes
Hogna crispipes är en spindelart som först beskrevs av Ludwig Carl Christian Koch 1877.  Hogna crispipes ingår i släktet Hogna och familjen vargspindlar. Inga underarter finns listade i Catalogue of Life.